# Joodse vluchtelingen uit de Arabische wereld

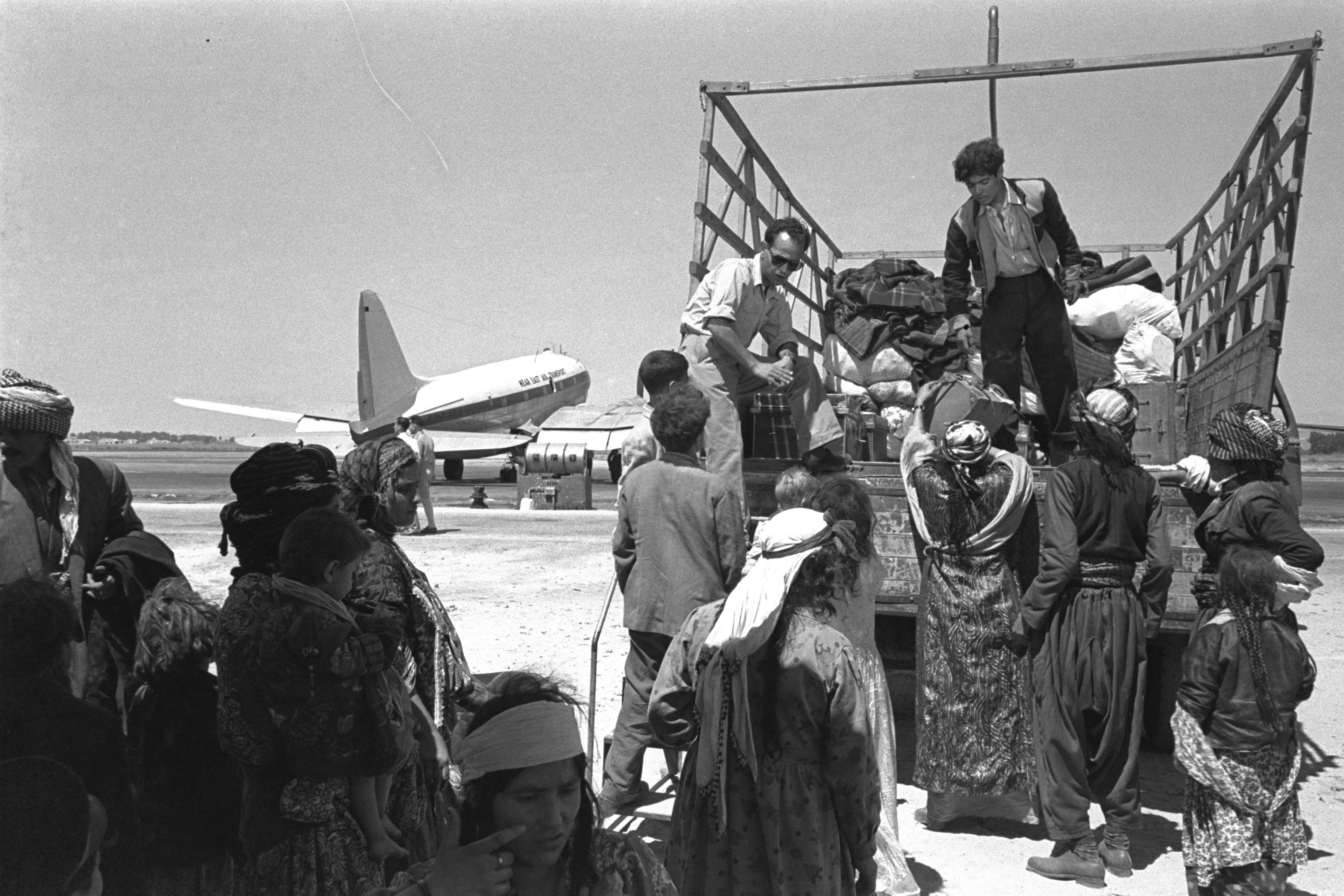
Iraakse Joden op het vliegveld Lod onderweg naar een opvangkamp in 1951

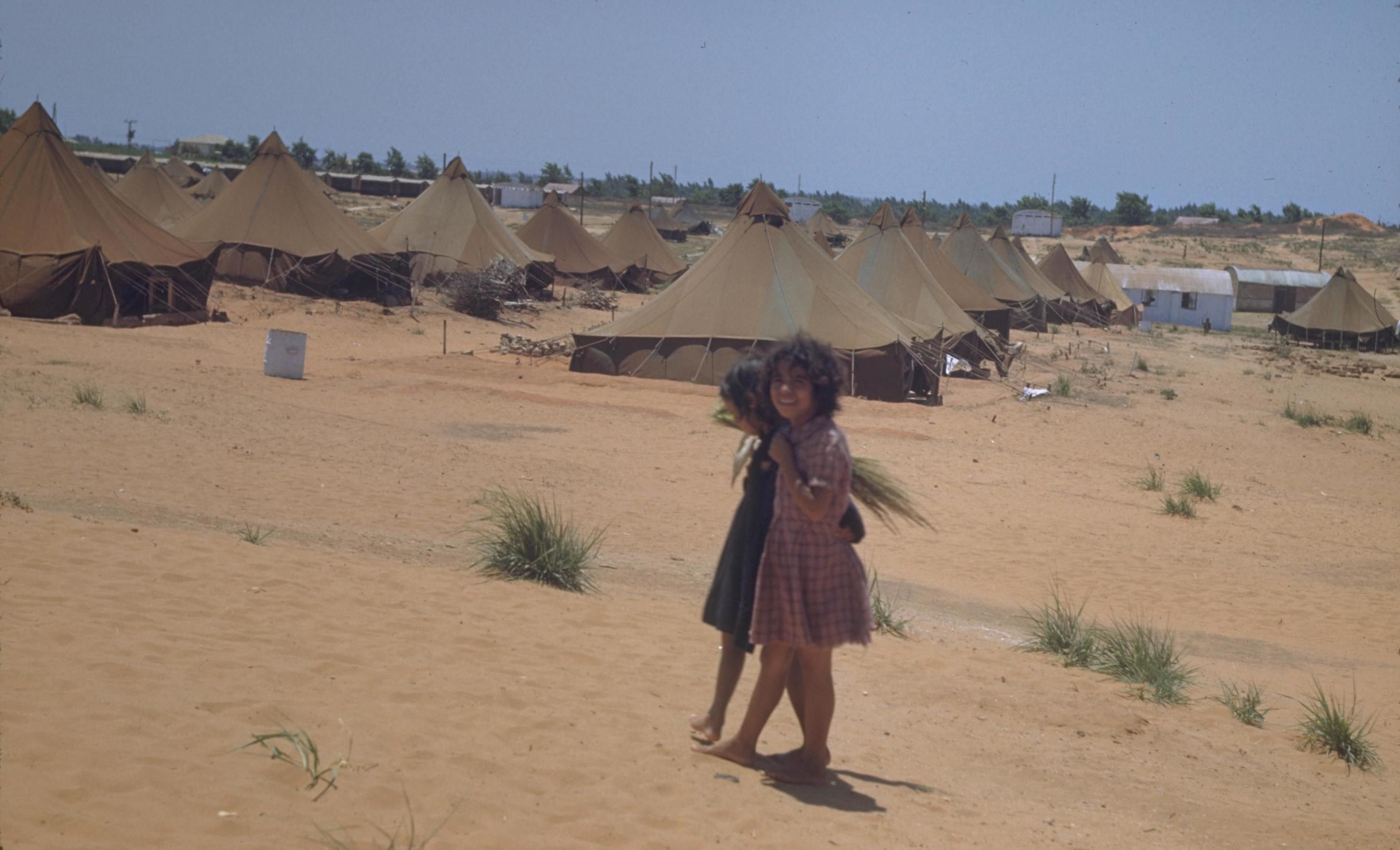
Opvangkamp Beit Lid (1950)

Tussen 1948 en de jaren zeventig kwam een groot aantal Joodse vluchtelingen uit de Arabische wereld naar Israël. In Israël is deze migratie bekend als יציאת יהודים ממדינות ערב (Joodse uittocht uit de Arabische wereld). Deze vluchtelingen kwamen uit de Arabische en islamitische wereld. In het hedendaagse Israël staat deze pluriforme groep bekend als de Mizrahi.

## Achtergrond
De Joden in de islamitische wereld werden van oudsher als dhimmi geduld. Het zionisme onder de Joden in de islamitische wereld was wel bekend, maar tot de Arabisch-Israëlische Oorlog van 1948 emigreerden slechts enkelingen naar Palestina. Na de Israëlische Onafhankelijkheidsoorlog verslechterden de levensomstandigheden van de Joden in de islamitische wereld. Er vonden bomaanslagen, pogroms, willekeurige aanhoudingen en martelingen, onteigeningen en uitwijzingen van Joden plaats. Pogroms vonden plaats in onder meer Tripoli, Caïro, Aleppo, Oujda en Jerada. Direct na het aannemen van het verdelingsplan van Palestina door de Verenigde Naties leidden uitspraken van islamitische geestelijken van de Al-Azhar-universiteit tot anti-Joods geweld in de islamitische wereld.
Tussen het begin van de Arabisch-Israëlische Oorlog van 1948 en de jaren zeventig vluchtten of migreerden ongeveer 856.000 Joden uit de islamitische wereld. Ongeveer 400.000 van hen kwamen tussen 1948 en 1951 in Israël aan en maakten voor 56% deel uit van het totaal aantal immigranten in de nieuw gevormde staat. In 1972 was het aantal migranten in totaal een kleine 600.000.
Bij het uitbreken van de Jom Kipoeroorlog van 1973 bestonden de Joodse gemeenschappen in de Arabische wereld, alsook in Pakistan en Afghanistan, praktisch niet meer. Tot 2002 vormden de Joden uit de islamitische wereld en hun nakomelingen ongeveer de helft van de Israëlische bevolking.
In Israël worden de vlucht en de deportatie van Joden uit de Arabische wereld en Iran jaarlijks op 30 november herdacht, waarbij deze datum gekozen is omdat direct na het aannemen van resolutie 181 van de VN op 29 november 1947 het anti-Joodse geweld in de Arabische wereld startte.
Dit is een overzicht van immigranten naar Israël met een Mizrahi achtergrond sinds 1882.
| Oorsprong        | Aantal             |
| ---------------- | ------------------ |
| Algerije         | 29.034             |
| Egypte en Soedan | 37.808             |
| Irak             | 130.994            |
| Iran             | 84.107             |
| Jemen            | 69.843             |
| Jordanië         | 64                 |
| Libanon          | 4.162              |
| Libië            | 36.811             |
| Marokko          | 272.011            |
| Saoedi-Arabië    | 186                |
| Syrië            | 6.235              |
| Turkije          | 71.102 (Sefardiem) |
| Tunesië          | 56.394             |

## Oorzaken
Bij de massale Joodse exodus uit de islamitische wereld speelden zowel push-factoren, zoals antisemitisme, oorlogsmaatregelen, politieke instabiliteit, pogroms en vervolging als pull-factoren, zoals het zionisme en het algemene verlangen naar een veiliger en welvarender toekomst een rol. Ook het opkomende Arabisch nationalisme en woede over het Palestijnse vluchtelingenprobleem speelden hierbij een rol. Vele Joden werden bij hun vlucht gedwongen om hun eigendommen op te geven of werden onteigend.

## Uittocht uit de Arabische wereld vanaf 1947
- De meeste Libische Joden vluchtten tot 1951 naar Israël. In 1961 werd de achtergebleven Joden hun Libische staatsburgerschap ontnomen. De resterende Joden werden ten tijde van de Zesdaagse Oorlog naar Italië geëvacueerd.
- Vanuit Jemen werden bijna alle Jeminitische Joden via de operatie Magic Carpet in 1949 en 1950 geëvacueerd.
- In Irak werden Iraakse en Koerdische Joden in 1950 aangemoedigd het land te verlaten. Uiteindelijk werden de Joden die in 1951 weigerden een anti-zionismeverklaring te ondertekenen verdreven.[11]
- De joden uit Egypte werden er door bomaanslagen in Caïro in 1948 toe gebracht in groten getale het land te verlaten,[12] en de meeste achterblijvers, ongeveer 21.000, werden in 1956 door de Egyptische overheid verdreven.[13]
- De Algerijnse Joden werd in 1962 het staatsburgerschap ontnomen, waarna zij direct moesten vluchten naar Frankrijk en Israël.
- De Marokkaanse Joden begonnen Marokko in 1948 als gevolg van de pogroms van Oujda en Jerada te verlaten, terwijl het grootste deel in het begin van de jaren zestig vluchtte.
- Libanon was het enige Arabische land, waar na 1948 de Joodse bevolking nog toenam, veroorzaakt door Joodse vluchtelingen uit andere Arabische landen.[14] Na de Libanese Burgeroorlog was ook hier de Joodse gemeenschap zo goed als verdwenen.

## Uittocht uit andere landen
- De vluchtelingenstroom van Iraanse Joden bereikte in 1979 een hoogtepunt na de Islamitische Revolutie. Meer dan 80% van de Iraanse Joden vertrok tijdens de Irak-Iranoorlog naar de Verenigde Staten en Israël.
- Vanuit Turkije vertrokken de Joden in eerste instantie om economische redenen of vanuit een zionistische overtuiging. Na de terroristische aanslagen op Joden in Turkije in de jaren negentig nam de emigratie toe.

| Land        | Joodse Bevolking 1948 | Joodse Bevolking 1971 | Joodse Bevolking 2008                     |
| ----------- | --------------------- | --------------------- | ----------------------------------------- |
| Afghanistan | 5000                  | 500                   | 1 (Zebulon Simentov)                      |
| Bangladesh  | onbekend              |                       | 175 tot 3500                              |
| Iran        | 140.000–150.000       | 80.000                | 10.800                                    |
| Pakistan    | 2000–2500             | 250                   | kleine gemeenschap in Karachi, circa 200. |
| Turkije     | 80.000                | 30.000                | 17.800                                    |
| Totaal      | 202.000–282.500       | 110.750               | 32.100                                    |

## Films over dit onderwerp
- I Miss The Sun (1984), Verenigde Staten, door Mary Hilawani.
- The Dhimmis: To Be a Jew in Arab Lands (1987), door Baruch Gitlis en David Goldstein.
- The Forgotten Refugees (2005), een documentaire van The David Project.
- The Silent Exodus (2004) door Pierre Rehov.
- The Last Jews of Libya (2007).
- The Farhud (2008), een documentaire van Itzhak Halutzi.
- Een vergeten uittocht (2023), een tweedelige documentaire van Marcel Prins